# Cojgărei
Cojgărei – wieś w Rumunii, w okręgu Aluta, w gminie Topana. W 2011 roku liczyła 117 mieszkańców. 